# Élections départementales de 2015 dans l'Aude
Les élections départementales ont lieu les 22 et 29 mars 2015.

## Contexte départemental

### Assemblée départementale sortante

Étiquettes politiques des conseillers généraux de l'Aude à la suite des élections cantonales françaises de 2011.

Avant les élections, le conseil général de l'Aude est présidé par André Viola (PS). Il comprend 35 conseillers généraux issus des 35 cantons de l'Aude. Après le redécoupage cantonal de 2014, ce sont 38 conseillers départementaux qui seront élus au sein des 19 nouveaux cantons de l'Aude.
| Parti                             | Sigle | Sigle | Élus |
| --------------------------------- | ----- | ----- | ---- |
| Majorité (29 sièges)              |       |       |      |
| Parti socialiste                  |       | PS    | 23   |
| Parti communiste français         |       | PCF   | 2    |
| Parti radical de gauche           |       | PRG   | 1    |
| Europe Écologie Les Verts         |       | EÉLV  | 1    |
| Divers gauche                     |       | DVG   | 1    |
| Parti ouvrier indépendant         |       | POI   | 1    |
| Opposition (6 sièges)             |       |       |      |
| Union pour un mouvement populaire |       | UMP   | 4    |
| Divers droite                     |       | DVD   | 2    |
| Président du conseil général      |       |       |      |
| André Viola (PS)                  |       |       |      |

### Nouvelle carte des cantons

Liste des cantons
1- Bram, 2- Carcassonne-1, 3- Carcassonne-2, 4- Carcassonne-3, 5- Castelnaudary, 6- Coursan, 7- Fabrezan, 8- Lézignan-Corbières, 9- Limoux, 10- Montréal, 11- Narbonne-1, 12- Narbonne-2, 13- Narbonne-3, 14- Quillan, 15- Rieux-Minervois, 16- Sallèles-d'Aude, 17- Sigean, 18- Trèbes, 19- Villemoustaussou

### Assemblée départementale élue
| Parti                              | Sigle | Sigle | Élus |
| ---------------------------------- | ----- | ----- | ---- |
| Majorité (36 sièges)               |       |       |      |
| Parti socialiste                   |       | PS    | 33   |
| Divers gauche                      |       | DVG   | 2    |
| Parti radical de gauche            |       | PRG   | 1    |
| Opposition (2 sièges)              |       |       |      |
| Divers droite                      |       | DVD   | 2    |
| Président du conseil départemental |       |       |      |
| André Viola (PS)                   |       |       |      |

## Résultats à l'échelle du département

### Résultats par nuances du ministère de l'Intérieur
Les nuances utilisées par le ministère de l'Intérieur ne tiennent pas compte des alliances locales.
| Binômes     | Binômes            | Premier tour | Premier tour | Second tour | Second tour | Sièges |
| Binômes     | Binômes            | Voix         | %            | Voix        | %           | Sièges |
| ----------- | ------------------ | ------------ | ------------ | ----------- | ----------- | ------ |
|             | PS                 | 46 244       | 32,13        | 61 839      | 44,62       | 34     |
|             | FG                 | 13 797       | 9,58         |             |             |        |
|             | DVG                | 7 482        | 5,20         | 5 212       | 3,76        | 2      |
|             | EÉLV               | 1 760        | 1,22         |             |             |        |
|             | PCF                | 662          | 0,46         |             |             |        |
| Gauche      | Gauche             | 69 945       | 48,59        | 67 051      | 48,38       | 36     |
|             |                    |              |              |             |             |        |
|             | FN                 | 48 456       | 33,66        | 54 095      | 39,03       | 0      |
|             |                    |              |              |             |             |        |
|             | DVD                | 12 798       | 8,89         | 7 211       | 5,20        | 0      |
|             | Union de la droite | 5 751        | 4,00         | 5 948       | 4,29        | 2      |
|             | UMP                | 4 662        | 3,24         | 4 300       | 3,10        | 0      |
|             | DLF                | 463          | 0,32         |             |             |        |
| Droite      | Droite             | 23 674       | 16,45        | 17 459      | 12,59       | 2      |
|             |                    |              |              |             |             |        |
|             | Divers             | 1 874        | 1,30         |             |             |        |
|             |                    |              |              |             |             |        |
| Inscrits    | Inscrits           | 267 056      | 100,00       | 252 204     | 100,00      |        |
| Abstentions | Abstentions        | 113 595      | 42,54        | 100 087     | 39,68       |        |
| Votants     | Votants            | 153 461      | 57,46        | 152 117     | 60,32       |        |
| Blancs      | Blancs             | 6 367        | 4,15         | 9 045       | 5,95        |        |
| Nuls        | Nuls               | 3 145        | 2,05         | 4 467       | 2,94        |        |
| Exprimés    | Exprimés           | 143 949      | 93,80        | 138 605     | 91,12       |        |

### Résultats en nombre de sièges
| Partis       | Partis                            | Conseillers sortants | Conseillers élus | Évolution       |
| ------------ | --------------------------------- | -------------------- | ---------------- | --------------- |
|              | Parti ouvrier indépendant         | 1                    | 0                | en diminution   |
|              | Parti communiste français         | 2                    | 0                | en diminution   |
|              | Parti socialiste                  | 23                   | 33               | en augmentation |
|              | Divers gauche                     | 1                    | 2                | en augmentation |
|              | Parti radical de gauche           | 1                    | 1                | en stagnation   |
|              | Europe Écologie Les Verts         | 1                    | 0                | en diminution   |
| Total Gauche | Total Gauche                      | 29                   | 36               | en augmentation |
|              | Union pour un mouvement populaire | 4                    | 0                | en diminution   |
|              | Divers droite                     | 2                    | 2                | en stagnation   |
| Total Droite | Total Droite                      | 6                    | 2                | en diminution   |

### Résultats par canton
| Canton             | Conseiller sortant       | Parti                       | Parti       | Conseiller élu                | Parti           | Parti           |
| ------------------ | ------------------------ | --------------------------- | ----------- | ----------------------------- | --------------- | --------------- |
| Alaigne            | Jacques Durand *         |                             | PS          | Canton supprimé               | Canton supprimé | Canton supprimé |
| Alzonne            | Régis Banquet            |                             | PS          | Canton supprimé               | Canton supprimé | Canton supprimé |
| Axat               | Marcel Martinez *        |                             | PS          | Canton supprimé               | Canton supprimé | Canton supprimé |
| Belcaire           | Francis Savy             |                             | PS          | Canton supprimé               | Canton supprimé | Canton supprimé |
| Belpech            | Julien Mario *           |                             | UMP         | Canton supprimé               | Canton supprimé | Canton supprimé |
| Bram               | Canton créé              | Canton créé                 | Canton créé | Marie-Christine Bourrel       |                 | PS              |
| Bram               | Canton créé              | Canton créé                 | Canton créé | André Viola                   |                 | PS              |
| Capendu            | Robert Alric             |                             | PS          | Canton supprimé               | Canton supprimé | Canton supprimé |
| Carcassonne-Centre | Pierre Sarcos *          |                             | UMP         | Canton supprimé               | Canton supprimé | Canton supprimé |
| Carcassonne-Est    | Tamara Rivel             |                             | PS          | Canton supprimé               | Canton supprimé | Canton supprimé |
| Carcassonne-Nord   | Jacques Arino *          |                             | PS          | Canton supprimé               | Canton supprimé | Canton supprimé |
| Carcassonne-Sud    | Alain Tarlier *          |                             | PS          | Canton supprimé               | Canton supprimé | Canton supprimé |
| Carcassonne-1      | Canton créé              | Canton créé                 | Canton créé | Chloé Danillon épouse Banquet |                 | PS              |
| Carcassonne-1      | Canton créé              | Canton créé                 | Canton créé | Michel Molherat               |                 | PS              |
| Carcassonne-2      | Canton créé              | Canton créé                 | Canton créé | Philippe Cazanave             |                 | PS              |
| Carcassonne-2      | Canton créé              | Canton créé                 | Canton créé | Tamara Rivel                  |                 | PS              |
| Carcassonne-3      | Canton créé              | Canton créé                 | Canton créé | Slone Gautier                 |                 | PS              |
| Carcassonne-3      | Canton créé              | Canton créé                 | Canton créé | Jean-Noël Lloze               |                 | PS              |
| Castelnaudary-Nord | Stéphane Linou           |                             | EÉLV        | Canton supprimé               | Canton supprimé | Canton supprimé |
| Castelnaudary-Sud  | Patrick Maugard          |                             | DVG         | Canton supprimé               | Canton supprimé | Canton supprimé |
| Castelnaudary      | Canton créé              | Canton créé                 | Canton créé | Éliane Brunel                 |                 | PS              |
| Castelnaudary      | Canton créé              | Canton créé                 | Canton créé | Patrick Maugard               |                 | DVG             |
| Chalabre           | Jean-Jacques Aulombard * |                             | DVD         | Canton supprimé               | Canton supprimé | Canton supprimé |
| Conques-sur-Orbiel | Alain Marcaillou *       |                             | PCF         | Canton supprimé               | Canton supprimé | Canton supprimé |
| Couiza             | Jacques Hortala *        |                             | PS          | Canton supprimé               | Canton supprimé | Canton supprimé |
| Coursan            | Gilbert Pla *            |                             | PCF         | Didier Aldebert               |                 | DVG             |
| Coursan            | Gilbert Pla *            | Séverine Mateille           | PCF         |                               | PRG             |                 |
| Durban-Corbières   | Éric Brissot *           |                             | DVD         | Canton supprimé               | Canton supprimé | Canton supprimé |
| Fabrezan           | Canton créé              | Canton créé                 | Canton créé | Hervé Baro                    |                 | PS              |
| Fabrezan           | Canton créé              | Canton créé                 | Canton créé | Isabelle Géa                  |                 | PS              |
| Fanjeaux           | André Viola              |                             | PS          | Canton supprimé               | Canton supprimé | Canton supprimé |
| Ginestas           | Francine Schivardi       |                             | POI         | Canton supprimé               | Canton supprimé | Canton supprimé |
| Lagrasse           | Jean-Pierre Maisonnade * |                             | PS          | Canton supprimé               | Canton supprimé | Canton supprimé |
| Lézignan-Corbières | Jules Escaré             |                             | PS          | Valérie Dumontet              |                 | PS              |
| Lézignan-Corbières | Jules Escaré             | Jules Escaré                | PS          |                               | PS              |                 |
| Limoux             | Pierre Bardies           |                             | PS          | Pierre Bardies                |                 | PS              |
| Limoux             | Pierre Bardies           | Rose-Marie Jalabert-Tailhan | PS          |                               | PS              |                 |
| Mas-Cabardès       | Francis Bels *           |                             | PS          | Canton supprimé               | Canton supprimé | Canton supprimé |
| Montréal           | Christian Rebelle *      |                             | PRG         | Régis Banquet                 |                 | PS              |
| Montréal           | Christian Rebelle *      | Stéphanie Hortala           | PRG         |                               | PS              |                 |
| Mouthoumet         | Hervé Baro               |                             | PS          | Canton supprimé               | Canton supprimé | Canton supprimé |
| Narbonne-Est       | Patrick François         |                             | PS          | Canton supprimé               | Canton supprimé | Canton supprimé |
| Narbonne-Ouest     | Anne-Marie Jourdet *     |                             | PS          | Canton supprimé               | Canton supprimé | Canton supprimé |
| Narbonne-Sud       | Robert Dejean *          |                             | UMP         | Canton supprimé               | Canton supprimé | Canton supprimé |
| Narbonne-1         | Canton créé              | Canton créé                 | Canton créé | Nicolas Saint-Cluque          |                 | PS              |
| Narbonne-1         | Canton créé              | Canton créé                 | Canton créé | Magali Vergnes                |                 | PS              |
| Narbonne-2         | Canton créé              | Canton créé                 | Canton créé | Catherine Bossis              |                 | PS              |
| Narbonne-2         | Canton créé              | Canton créé                 | Canton créé | Jean-Luc Durand               |                 | PS              |
| Narbonne-3         | Canton créé              | Canton créé                 | Canton créé | Patrick François              |                 | PS              |
| Narbonne-3         | Canton créé              | Canton créé                 | Canton créé | Hélène Sandragné              |                 | PS              |
| Peyriac-Minervois  | Alain Giniès             |                             | PS          | Canton supprimé               | Canton supprimé | Canton supprimé |
| Quillan            | Anne-Marie Bohic-Cortes  |                             | PS          | Anne-Marie Bohic-Cortes       |                 | PS              |
| Quillan            | Anne-Marie Bohic-Cortes  | Francis Savy                | PS          |                               | PS              |                 |
| Rieux-Minervois    | Canton créé              | Canton créé                 | Canton créé | Alain Giniès                  |                 | PS              |
| Rieux-Minervois    | Canton créé              | Canton créé                 | Canton créé | Françoise Navarro-Estalle     |                 | PS              |
| Saint-Hilaire      | Pierre Authier *         |                             | PS          | Canton supprimé               | Canton supprimé | Canton supprimé |
| Saissac            | Aline Jalabert *         |                             | PS          | Canton supprimé               | Canton supprimé | Canton supprimé |
| Sallèles-d'Aude    | Canton créé              | Canton créé                 | Canton créé | Dominique Godefroid           |                 | PS              |
| Sallèles-d'Aude    | Canton créé              | Canton créé                 | Canton créé | Christian Lapalu              |                 | PS              |
| Salles-sur-l'Hers  | Michel Brousse *         |                             | PS          | Canton supprimé               | Canton supprimé | Canton supprimé |
| Sigean             | Christian Théron *       |                             | UMP         | Henri Martin                  |                 | DVD             |
| Sigean             | Christian Théron *       | Marie-Christine Théron-Chet | UMP         |                               | DVD             |                 |
| Trèbes             | Canton créé              | Canton créé                 | Canton créé | Robert Alric                  |                 | PS              |
| Trèbes             | Canton créé              | Canton créé                 | Canton créé | Caroline Cathala              |                 | PS              |
| Tuchan             | Sébastien Pla *          |                             | PS          | Canton supprimé               | Canton supprimé | Canton supprimé |
| Villemoustaussou   | Canton créé              | Canton créé                 | Canton créé | Muriel Cherrier               |                 | PS              |
| Villemoustaussou   | Canton créé              | Canton créé                 | Canton créé | Christian Raynaud             |                 | PS              |

* Conseillers généraux sortants ne se représentant pas

Résultats des élections départementales de 2015 dans l'Aude par canton

## Résultats par canton

### Canton de Bram
Canton créé
| Candidats            | Candidats                | Partis      | Partis      | Premier tour | Premier tour |
| Candidats            | Candidats                | Partis      | Partis      | Voix         | %            |
| -------------------- | ------------------------ | ----------- | ----------- | ------------ | ------------ |
| 1                    | Marie-Christine Bourrel  |             | PS          | 4 136        | 50,87        |
| 1                    | André Viola*             |             | PS          | 4 136        | 50,87        |
| 2                    | Louis-Marie de L’Épinois |             | FN          | 3 140        | 38,62        |
| 2                    | Anny Laugé               |             | FN          | 3 140        | 38,62        |
| 3                    | Michel Lausse            |             | PCF         | 854          | 10,50        |
| 3                    | Lucette Robineau         |             | PCF         | 854          | 10,50        |
|                      |                          |             |             |              |              |
| Inscrits             | Inscrits                 | Inscrits    | Inscrits    | 14 726       | 100,00       |
| Abstentions          | Abstentions              | Abstentions | Abstentions | 5 603        | 38,05        |
| Votants              | Votants                  | Votants     | Votants     | 9 123        | 61,65        |
| Blancs               | Blancs                   | Blancs      | Blancs      | 752          | 8,24         |
| Nuls                 | Nuls                     | Nuls        | Nuls        | 241          | 2,64         |
| Exprimés             | Exprimés                 | Exprimés    | Exprimés    | 8 130        | 89,12        |
| * conseiller sortant |                          |             |             |              |              |

Conseillers départementaux élus: Marie-Christine Bourrel et André Viola (PS)

### Canton de Carcassonne-1
Canton créé
| Candidats   | Candidats          | Partis      | Partis      | Premier tour | Premier tour | Second tour | Second tour |
| Candidats   | Candidats          | Partis      | Partis      | Voix         | %            | Voix        | %           |
| ----------- | ------------------ | ----------- | ----------- | ------------ | ------------ | ----------- | ----------- |
| 1           | Amandine Carrazoni |             | PCF         | 614          | 11,66        |             |             |
| 1           | Gilbert Sartore    |             | PCF         | 614          | 11,66        |             |             |
| 2           | Chloé Danillon     |             | PS          | 1 375        | 26,12        | 1 971       | 34,70       |
| 2           | Michel Molherat    |             | PS          | 1 375        | 26,12        | 1 971       | 34,70       |
| 3           | Arnaud Albarel     |             | UMP         | 1 604        | 30,47        | 1 966       | 34,61       |
| 3           | Isabelle Chésa     |             | UMP         | 1 604        | 30,47        | 1 966       | 34,61       |
| 4           | Dominique Escriva  |             | FN          | 1 672        | 31,76        | 1 743       | 30,69       |
| 4           | Josette Posocco    |             | FN          | 1 672        | 31,76        | 1 743       | 30,69       |
|             |                    |             |             |              |              |             |             |
| Inscrits    | Inscrits           | Inscrits    | Inscrits    | 10 015       | 100,00       | 10 046      | 100,00      |
| Abstentions | Abstentions        | Abstentions | Abstentions | 4 476        | 44,69        | 4 070       | 40,34       |
| Votants     | Votants            | Votants     | Votants     | 5 539        | 55,31        | 5 976       | 59,66       |
| Blancs      | Blancs             | Blancs      | Blancs      | 169          | 3,05         | 187         | 3,13        |
| Nuls        | Nuls               | Nuls        | Nuls        | 105          | 1,90         | 109         | 1,82        |
| Exprimés    | Exprimés           | Exprimés    | Exprimés    | 5 265        | 95,05        | 5 680       | 95,05       |

Conseillers départementaux élus: Chloé Danillon et Michel Molherat (PS)

### Canton de Carcassonne-2
Canton créé
| Candidats            | Candidats          | Partis      | Partis      | Premier tour | Premier tour | Second tour | Second tour |
| Candidats            | Candidats          | Partis      | Partis      | Voix         | %            | Voix        | %           |
| -------------------- | ------------------ | ----------- | ----------- | ------------ | ------------ | ----------- | ----------- |
| 1                    | Angélique Le Corre |             | FN          | 2 684        | 34,63        | 2 938       | 35,27       |
| 1                    | Robert Morio       |             | FN          | 2 684        | 34,63        | 2 938       | 35,27       |
| 2                    | Philippe Cazanave  |             | PS          | 2 479        | 31,98        | 3 375       | 40,52       |
| 2                    | Tamara Rivel*      |             | PS          | 2 479        | 31,98        | 3 375       | 40,52       |
| 3                    | Magali Bardou      |             | DVD         | 1 841        | 23,75        | 2 017       | 24,21       |
| 3                    | David Bustos       |             | DVD         | 1 841        | 23,75        | 2 017       | 24,21       |
| 4                    | Michèle Godet      |             | PCF         | 747          | 9,64         |             |             |
| 4                    | Rachid Imamouine   |             | PCF         | 747          | 9,64         |             |             |
|                      |                    |             |             |              |              |             |             |
| Inscrits             | Inscrits           | Inscrits    | Inscrits    | 14 116       | 100,00       | 14 116      | 100,00      |
| Abstentions          | Abstentions        | Abstentions | Abstentions | 5 881        | 41,66        | 5 327       | 37,73       |
| Votants              | Votants            | Votants     | Votants     | 8 235        | 58,34        | 8 789       | 62,27       |
| Blancs               | Blancs             | Blancs      | Blancs      | 315          | 3,83         | 314         | 3,57        |
| Nuls                 | Nuls               | Nuls        | Nuls        | 169          | 2,05         | 145         | 1,65        |
| Exprimés             | Exprimés           | Exprimés    | Exprimés    | 7 751        | 94,12        | 8 330       | 94,78       |
| * conseiller sortant |                    |             |             |              |              |             |             |

Conseillers départementaux élus: Philippe Cazanave et Tamara Rivel (PS)

### Canton de Carcassonne-3
Canton créé
| Candidats   | Candidats          | Partis      | Partis      | Premier tour | Premier tour | Second tour | Second tour |
| Candidats   | Candidats          | Partis      | Partis      | Voix         | %            | Voix        | %           |
| ----------- | ------------------ | ----------- | ----------- | ------------ | ------------ | ----------- | ----------- |
| 1           | Jeannette Driss    |             | DVD         | 1 650        | 22,27        |             |             |
| 1           | Jean-Luc Roux      |             | DVD         | 1 650        | 22,27        |             |             |
| 2           | Jocelyne Boucly    |             | FN          | 2 774        | 37,44        | 3 573       | 48,06       |
| 2           | Grégory Ferrié     |             | FN          | 2 774        | 37,44        | 3 573       | 48,06       |
| 3           | Jean-Claude Belmas |             | PCF         | 815          | 11,00        |             |             |
| 3           | Annie Seguy        |             | E!          | 815          | 11,00        |             |             |
| 4           | Brunot Moisset     |             | DLF         | 229          | 3,09         |             |             |
| 4           | Yamina Abdesselem  |             | DLF         | 229          | 3,09         |             |             |
| 5           | Slone Gautier      |             | PS          | 1 942        | 26,21        | 3 861       | 51,94       |
| 5           | Jean-Noël Lloze    |             | PS          | 1 942        | 26,21        | 3 861       | 51,94       |
|             |                    |             |             |              |              |             |             |
| Inscrits    | Inscrits           | Inscrits    | Inscrits    | 14 071       | 100,00       | 14 072      | 100,00      |
| Abstentions | Abstentions        | Abstentions | Abstentions | 6 156        | 43,75        | 5 698       | 40,49       |
| Votants     | Votants            | Votants     | Votants     | 7 915        | 56,25        | 8 374       | 59,51       |
| Blancs      | Blancs             | Blancs      | Blancs      | 352          | 4,45         | 643         | 7,68        |
| Nuls        | Nuls               | Nuls        | Nuls        | 153          | 1,93         | 297         | 3,55        |
| Exprimés    | Exprimés           | Exprimés    | Exprimés    | 7 410        | 93,62        | 7 434       | 88,77       |

Conseillers départementaux élus: Slone Gautier et Jean-Noël Lloze (PS)

### Canton de Castelnaudary
Canton créé
| Candidats            | Candidats         | Partis      | Partis      | Premier tour | Premier tour | Second tour | Second tour |
| Candidats            | Candidats         | Partis      | Partis      | Voix         | %            | Voix        | % E         |
| -------------------- | ----------------- | ----------- | ----------- | ------------ | ------------ | ----------- | ----------- |
| 1                    | Éliane Brunel     |             | PS          | 3 314        | 39,90        | 4 901       | 61,59       |
| 1                    | Patrick Maugard*  |             | DVG         | 3 314        | 39,90        | 4 901       | 61,59       |
| 2                    | Jacques Debons    |             | FN          | 2 119        | 25,51        | 3 057       | 38,41       |
| 2                    | Paule Mercier     |             | FN          | 2 119        | 25,51        | 3 057       | 38,41       |
| 3                    | Huguette Castillo |             | PCF         | 307          | 3,70         |             |             |
| 3                    | Jean Courtessolle |             | PCF         | 307          | 3,70         |             |             |
| 4                    | Stéphane Linou*   |             | EÉLV        | 1 696        | 20,42        |             |             |
| 4                    | Ingrid Montaignac |             | DVG         | 1 696        | 20,42        |             |             |
| 5                    | Claude Wendling   |             | DVD         | 870          | 10,47        |             |             |
| 5                    | André Zuliani     |             | DVD         | 870          | 10,47        |             |             |
|                      |                   |             |             |              |              |             |             |
| Inscrits             | Inscrits          | Inscrits    | Inscrits    | 14 829       | 41,30        | 14 826      | 40,26       |
| Abstentions          | Abstentions       | Abstentions | Abstentions | 6 125        | 100,00       | 5 969       | 100,00      |
| Votants              | Votants           | Votants     | Votants     | 8 704        | 58,70        | 8 857       | 59,74       |
| Blancs               | Blancs            | Blancs      | Blancs      | 281          | 3,23         | 618         | 6,98        |
| Nuls                 | Nuls              | Nuls        | Nuls        | 117          | 1,34         | 281         | 3,17        |
| Exprimés             | Exprimés          | Exprimés    | Exprimés    | 8 306        | 95,43        | 7 958       | 89,85       |
| * conseiller sortant |                   |             |             |              |              |             |             |

Conseillers départementaux élus: Éliane Brunel (PS) et Patrick Maugard (DVG)

### Canton de Coursan
Conseiller sortant : Gilbert Pla (PCF)
| Candidats   | Candidats          | Partis      | Partis      | Premier tour | Premier tour | Second tour | Second tour |
| Candidats   | Candidats          | Partis      | Partis      | Voix         | %            | Voix        | %           |
| ----------- | ------------------ | ----------- | ----------- | ------------ | ------------ | ----------- | ----------- |
| 1           | Francis Garau      |             | PCF         | 1 439        | 15,97        |             |             |
| 1           | Solange Izard      |             | PCF         | 1 439        | 15,97        |             |             |
| 2           | Martine Cadena     |             | DVD         | 1 570        | 17,42        |             |             |
| 2           | Jacques Pociello   |             | DVD         | 1 570        | 17,42        |             |             |
| 3           | Rudy Fabre         |             | FN          | 2 976        | 33,02        | 3 755       | 41,88       |
| 3           | Bernadette Mengual |             | FN          | 2 976        | 33,02        | 3 755       | 41,88       |
| 4           | Didier Aldebert    |             | DVG         | 3 028        | 33,60        | 5 212       | 58,12       |
| 4           | Séverine Mateille  |             | PRG         | 3 028        | 33,60        | 5 212       | 58,12       |
|             |                    |             |             |              |              |             |             |
| Inscrits    | Inscrits           | Inscrits    | Inscrits    | 16 812       | 100,00       | 16 811      | 100,00      |
| Abstentions | Abstentions        | Abstentions | Abstentions | 7 393        | 43,97        | 6 947       | 41,32       |
| Votants     | Votants            | Votants     | Votants     | 9 419        | 56,03        | 9 864       | 58,68       |
| Blancs      | Blancs             | Blancs      | Blancs      | 276          | 2,93         | 601         | 6,09        |
| Nuls        | Nuls               | Nuls        | Nuls        | 130          | 1,38         | 296         | 3,00        |
| Exprimés    | Exprimés           | Exprimés    | Exprimés    | 9 013        | 95,69        | 8 967       | 90,91       |

Conseillers départementaux élus: Didier Aldebert (DVG) et Séverine Mateille (PRG)

### Canton de Fabrezan
Canton créé
| Candidats            | Candidats             | Partis      | Partis      | Premier tour | Premier tour | Second tour | Second tour |
| Candidats            | Candidats             | Partis      | Partis      | Voix         | %            | Voix        | %           |
| -------------------- | --------------------- | ----------- | ----------- | ------------ | ------------ | ----------- | ----------- |
| 1                    | Marcelle Alric        |             | PCF         | 1 337        | 19,32        |             |             |
| 1                    | Serge Lepine          |             | PCF         | 1 337        | 19,32        |             |             |
| 2                    | Hervé Baro*           |             | PS          | 3 075        | 44,42        | 4 472       | 62,68       |
| 2                    | Isabelle Géa          |             | PS          | 3 075        | 44,42        | 4 472       | 62,68       |
| 3                    | Christophe Klouchi    |             | FN          | 2 510        | 36,26        | 2 663       | 37,32       |
| 3                    | Marie Elisabeth Sicre |             | FN          | 2 510        | 36,26        | 2 663       | 37,32       |
|                      |                       |             |             |              |              |             |             |
| Inscrits             | Inscrits              | Inscrits    | Inscrits    | 12 748       | 100,00       | 12 748      | 100,00      |
| Abstentions          | Abstentions           | Abstentions | Abstentions | 5 031        | 39,47        | 4 690       | 36,79       |
| Votants              | Votants               | Votants     | Votants     | 7 717        | 60,53        | 8 058       | 63,21       |
| Blancs               | Blancs                | Blancs      | Blancs      | 555          | 7,19         | 611         | 7,58        |
| Nuls                 | Nuls                  | Nuls        | Nuls        | 240          | 3,11         | 312         | 3,87        |
| Exprimés             | Exprimés              | Exprimés    | Exprimés    | 6 962        | 89,70        | 7 135       | 88,55       |
| * conseiller sortant |                       |             |             |              |              |             |             |

Conseillers départementaux élus: Hervé Baro et Isabelle Géa (PS)

### Canton de Lézignan-Corbières
Conseiller sortant : Jules Escaré (PS)
| Candidats            | Candidats        | Partis      | Partis      | Premier tour | Premier tour | Second tour | Second tour |
| Candidats            | Candidats        | Partis      | Partis      | Voix         | %            | Voix        | %           |
| -------------------- | ---------------- | ----------- | ----------- | ------------ | ------------ | ----------- | ----------- |
| 1                    | Hélène Bonnevie  |             | DVD         | 908          | 14,70        |             |             |
| 1                    | Rogiero Rebouças |             | DVD         | 908          | 14,70        |             |             |
| 2                    | Gilbert Biasoli  |             | FN          | 2 328        | 37,69        | 3 004       | 45,97       |
| 2                    | Charlène Escoda  |             | SIEL        | 2 328        | 37,69        | 3 004       | 45,97       |
| 3                    | Valérie Dumontet |             | PS          | 2 173        | 35,18        | 3 531       | 54,03       |
| 3                    | Jules Escaré*    |             | PS          | 2 173        | 35,18        | 3 531       | 54,03       |
| 4                    | Marcelle Alric   |             | PCF         | 768          | 12,43        |             |             |
| 4                    | Serge Lepine     |             | PCF         | 768          | 12,43        |             |             |
|                      |                  |             |             |              |              |             |             |
| Inscrits             | Inscrits         | Inscrits    | Inscrits    | 11 151       | 100,00       | 11 150      | 100,00      |
| Abstentions          | Abstentions      | Abstentions | Abstentions | 4 640        | 41,61        | 3 961       | 35,52       |
| Votants              | Votants          | Votants     | Votants     | 6 511        | 58,39        | 7 189       | 64,48       |
| Blancs               | Blancs           | Blancs      | Blancs      | 210          | 3,23         | 397         | 5,52        |
| Nuls                 | Nuls             | Nuls        | Nuls        | 124          | 1,90         | 257         | 3,57        |
| Exprimés             | Exprimés         | Exprimés    | Exprimés    | 6 177        | 94,87        | 6 535       | 90,90       |
| * conseiller sortant |                  |             |             |              |              |             |             |

Conseillers départementaux élus: Valérie Dumontet et Jules Escaré (PS)

### Canton de Limoux
Conseiller sortant : Pierre Bardies (PS)
| Candidats            | Candidats                   | Partis      | Partis      | Premier tour | Premier tour | Second tour | Second tour |
| Candidats            | Candidats                   | Partis      | Partis      | Voix         | %            | Voix        | %           |
| -------------------- | --------------------------- | ----------- | ----------- | ------------ | ------------ | ----------- | ----------- |
| 1                    | Marie-Ange Larruy           |             | PCF         | 355          | 4,46         |             |             |
| 1                    | Fabien Manzanares           |             | PCF         | 355          | 4,46         |             |             |
| 2                    | Pierre Bardies*             |             | PS          | 2 871        | 36,10        | 4 464       | 58,84       |
| 2                    | Rose-Marie Jalabert-Tailhan |             | PS          | 2 871        | 36,10        | 4 464       | 58,84       |
| 3                    | Pierre Abet                 |             | DVD         | 1 697        | 21,34        |             |             |
| 3                    | Roselyne Deneubourg         |             | DVD         | 1 697        | 21,34        |             |             |
| 4                    | Gilles Durand               |             | FG          | 718          | 9,03         |             |             |
| 4                    | Marie-Jeanne Rivéra         |             | PCF         | 718          | 9,03         |             |             |
| 5                    | Carole Greboval             |             | FN          | 2 312        | 29,07        | 3 123       | 41,16       |
| 5                    | Fabien Raynier              |             | FN          | 2 312        | 29,07        | 3 123       | 41,16       |
|                      |                             |             |             |              |              |             |             |
| Inscrits             | Inscrits                    | Inscrits    | Inscrits    | 14 010       | 100,00       | 14 008      | 100,00      |
| Abstentions          | Abstentions                 | Abstentions | Abstentions | 5 609        | 40,04        | 5 446       | 38,88       |
| Votants              | Votants                     | Votants     | Votants     | 8 401        | 59,96        | 8 562       | 61,12       |
| Blancs               | Blancs                      | Blancs      | Blancs      | 310          | 3,69         | 644         | 7,52        |
| Nuls                 | Nuls                        | Nuls        | Nuls        | 138          | 1,64         | 331         | 3,87        |
| Exprimés             | Exprimés                    | Exprimés    | Exprimés    | 7 953        | 94,67        | 7 587       | 88,61       |
| * conseiller sortant |                             |             |             |              |              |             |             |

Conseillers départementaux élus: Pierre Bardies et Rose-Marie Jalabert-Tailhan (PS)

### Canton de Montréal
Conseiller sortant : Christian Rebelle (PRG)
| Candidats            | Candidats         | Partis      | Partis      | Premier tour | Premier tour | Second tour | Second tour |
| Candidats            | Candidats         | Partis      | Partis      | Voix         | %            | Voix        | %           |
| -------------------- | ----------------- | ----------- | ----------- | ------------ | ------------ | ----------- | ----------- |
| 1                    | Daniel Dedies     |             | EÉLV        | 945          | 13,97        |             |             |
| 1                    | Fabienne Veyret   |             | PCF         | 945          | 13,97        |             |             |
| 2                    | Sonia Aumar       |             | FN          | 2 884        | 42,63        | 3 018       | 41,72       |
| 2                    | Paul Guasch       |             | FN          | 2 884        | 42,63        | 3 018       | 41,72       |
| 3                    | Régis Banquet *   |             | PS          | 2 936        | 43,40        | 4 216       | 58,28       |
| 3                    | Stéphanie Hortala |             | PS          | 2 936        | 43,40        | 4 216       | 58,28       |
|                      |                   |             |             |              |              |             |             |
| Inscrits             | Inscrits          | Inscrits    | Inscrits    | 12 238       | 100,00       | 12 237      | 100,00      |
| Abstentions          | Abstentions       | Abstentions | Abstentions | 4 716        | 38,54        | 4 288       | 35,04       |
| Votants              | Votants           | Votants     | Votants     | 7 522        | 61,46        | 7 949       | 64,96       |
| Blancs               | Blancs            | Blancs      | Blancs      | 512          | 6,81         | 468         | 5,89        |
| Nuls                 | Nuls              | Nuls        | Nuls        | 245          | 3,26         | 247         | 3,11        |
| Exprimés             | Exprimés          | Exprimés    | Exprimés    | 6 765        | 89,94        | 7 234       | 91,01       |
| * conseiller sortant |                   |             |             |              |              |             |             |

Conseillers départementaux élus: Régis Banquet et Stéphanie Hortala (PS)

### Canton de Narbonne-1
Canton créé
| Candidats   | Candidats            | Partis      | Partis      | Premier tour | Premier tour | Second tour | Second tour |
| Candidats   | Candidats            | Partis      | Partis      | Voix         | %            | Voix        | %           |
| ----------- | -------------------- | ----------- | ----------- | ------------ | ------------ | ----------- | ----------- |
| 1           | Émilie Aroles        |             | FN          | 2 772        | 35,34        | 3 700       | 46,75       |
| 1           | Joseph Cloutier      |             | FN          | 2 772        | 35,34        | 3 700       | 46,75       |
| 2           | Fatih Kaya           |             | PCF         | 1 028        | 13,11        |             |             |
| 2           | Christine Sanchez    |             | PCF         | 1 028        | 13,11        |             |             |
| 3           | Yamina Abed          |             | DVD         | 1 803        | 22,99        |             |             |
| 3           | Jean-Michel Alvarez  |             | DVD         | 1 803        | 22,99        |             |             |
| 4           | Nicolas Saint-Cluque |             | PS          | 2 240        | 28,56        | 4 214       | 53,25       |
| 4           | Magali Vergnes       |             | PS          | 2 240        | 28,56        | 4 214       | 53,25       |
|             |                      |             |             |              |              |             |             |
| Inscrits    | Inscrits             | Inscrits    | Inscrits    | 16 252       | 100,00       | 16 251      | 100,00      |
| Abstentions | Abstentions          | Abstentions | Abstentions | 7 871        | 38,54        | 7 367       | 35,04       |
| Votants     | Votants              | Votants     | Votants     | 8 381        | 61,46        | 8 884       | 64,96       |
| Blancs      | Blancs               | Blancs      | Blancs      | 317          | 3,78         | 607         | 6,83        |
| Nuls        | Nuls                 | Nuls        | Nuls        | 221          | 2,64         | 363         | 4,09        |
| Exprimés    | Exprimés             | Exprimés    | Exprimés    | 7 843        | 93,58        | 7 914       | 89,08       |

Conseillers départementaux élus: Nicolas Saint-Cluque et Magali Vergnes (PS)

### Canton de Narbonne-2
Canton créé
| Candidats   | Candidats        | Partis      | Partis      | Premier tour | Premier tour | Second tour | Second tour |
| Candidats   | Candidats        | Partis      | Partis      | Voix         | %            | Voix        | %           |
| ----------- | ---------------- | ----------- | ----------- | ------------ | ------------ | ----------- | ----------- |
| 1           | Michèle Boisset  |             | FN          | 2 301        | 30,94        | 2 429       | 30,01       |
| 1           | Fabien Rouquette |             | FN          | 2 301        | 30,94        | 2 429       | 30,01       |
| 2           | Clément Martinez |             | EÉLV        | 867          | 11,66        |             |             |
| 2           | Mina Mokhlisse   |             | PCF         | 867          | 11,66        |             |             |
| 3           | Agnès Coudert    |             | DVD         | 2 188        | 29,42        | 2 740       | 33,85       |
| 3           | Didier Mouly     |             | DVD         | 2 188        | 29,42        | 2 740       | 33,85       |
| 4           | Catherine Bossis |             | PS          | 2 082        | 27,99        | 2 926       | 36,15       |
| 4           | Jean-Luc Durand  |             | PS          | 2 082        | 27,99        | 2 926       | 36,15       |
|             |                  |             |             |              |              |             |             |
| Inscrits    | Inscrits         | Inscrits    | Inscrits    | 15 940       | 100,00       | 15 940      | 100,00      |
| Abstentions | Abstentions      | Abstentions | Abstentions | 8 111        | 50,88        | 7 456       | 46,78       |
| Votants     | Votants          | Votants     | Votants     | 7 829        | 49,12        | 8 484       | 53,22       |
| Blancs      | Blancs           | Blancs      | Blancs      | 228          | 2,91         | 262         | 3,09        |
| Nuls        | Nuls             | Nuls        | Nuls        | 163          | 2,08         | 127         | 1,50        |
| Exprimés    | Exprimés         | Exprimés    | Exprimés    | 7 438        | 95,01        | 8 095       | 95,41       |

Conseillers départementaux élus: Catherine Bossis et Jean-Luc Durand (PS)

### Canton de Narbonne-3
Canton créé
| Candidats            | Candidats               | Partis      | Partis      | Premier tour | Premier tour | Second tour | Second tour |
| Candidats            | Candidats               | Partis      | Partis      | Voix         | %            | Voix        | %           |
| -------------------- | ----------------------- | ----------- | ----------- | ------------ | ------------ | ----------- | ----------- |
| 4                    | Marie-Françoise Dumahu  |             | PCF         | 713          | 10,20        |             |             |
| 4                    | Jean-Paul Tournissa     |             | PCF         | 713          | 10,20        |             |             |
| 1                    | Patrick François*       |             | PS          | 2 095        | 29,98        | 2 950       | 38,35       |
| 1                    | Hélène Sandragné        |             | PS          | 2 095        | 29,98        | 2 950       | 38,35       |
| 3                    | Sylvie de Roeck         |             | FN          | 2 091        | 29,93        | 2 289       | 29,75       |
| 3                    | Elie Quisefit           |             | FN          | 2 091        | 29,93        | 2 289       | 29,75       |
| 2                    | Jean-Paul Cesar         |             | DVD         | 1 911        | 27,35        | 2 454       | 31,90       |
| 2                    | Zohra Teggour           |             | DVD         | 1 911        | 27,35        | 2 454       | 31,90       |
| 5                    | Renelle Navisseau       |             | SE          | 177          | 2,53         |             |             |
| 5                    | Jordan-Geoffroy Perello |             | SE          | 177          | 2,53         |             |             |
|                      |                         |             |             |              |              |             |             |
| Inscrits             | Inscrits                | Inscrits    | Inscrits    | 14 523       | 100,00       | 14 523      | 100,00      |
| Abstentions          | Abstentions             | Abstentions | Abstentions | 7 176        | 49,41        | 6 439       | 44,34       |
| Votants              | Votants                 | Votants     | Votants     | 7 347        | 50,59        | 8 084       | 55,66       |
| Blancs               | Blancs                  | Blancs      | Blancs      | 214          | 2,91         | 250         | 3,09        |
| Nuls                 | Nuls                    | Nuls        | Nuls        | 146          | 1,99         | 141         | 1,74        |
| Exprimés             | Exprimés                | Exprimés    | Exprimés    | 6 987        | 95,10        | 7 693       | 95,16       |
| * conseiller sortant |                         |             |             |              |              |             |             |

Conseillers départementaux élus: Patrick François et Hélène Sandragné (PS)

### Canton de Quillan
Conseillère sortante: Anne-Marie Bohic-Cortes (PS)
| Candidats            | Candidats                | Partis      | Partis      | Premier tour | Premier tour | Second tour | Second tour |
| Candidats            | Candidats                | Partis      | Partis      | Voix         | %            | Voix        | %           |
| -------------------- | ------------------------ | ----------- | ----------- | ------------ | ------------ | ----------- | ----------- |
| 1                    | Caroline Duflot          |             | FN          | 2 076        | 24,87        | 2 143       | 24,86       |
| 1                    | Rémy Dussaud             |             | FN          | 2 076        | 24,87        | 2 143       | 24,86       |
| 2                    | Jean-Louis Bousquet      |             | PCF         | 1 453        | 17,40        |             |             |
| 2                    | Nadine L'Hénoret         |             | PCF         | 1 453        | 17,40        |             |             |
| 3                    | Elodie Bret-Dibat        |             | UMP         | 2 002        | 23,98        | 2 334       | 27,08       |
| 3                    | Pierre Castel            |             | UMP         | 2 002        | 23,98        | 2 334       | 27,08       |
| 4                    | Anne-Marie Bohic-Cortes* |             | PS          | 2 818        | 33,75        | 4 143       | 48,06       |
| 4                    | Francis Savy*            |             | PS          | 2 818        | 33,75        | 4 143       | 48,06       |
|                      |                          |             |             |              |              |             |             |
| Inscrits             | Inscrits                 | Inscrits    | Inscrits    | 15 155       | 100,00       | 15 153      | 100,00      |
| Abstentions          | Abstentions              | Abstentions | Abstentions | 6 205        | 40,94        | 5 849       | 38,60       |
| Votants              | Votants                  | Votants     | Votants     | 8 950        | 59,06        | 9 304       | 61,40       |
| Blancs               | Blancs                   | Blancs      | Blancs      | 347          | 3,88         | 447         | 4,80        |
| Nuls                 | Nuls                     | Nuls        | Nuls        | 254          | 2,84         | 237         | 2,55        |
| Exprimés             | Exprimés                 | Exprimés    | Exprimés    | 8 349        | 93,28        | 8 620       | 92,65       |
| * conseiller sortant |                          |             |             |              |              |             |             |

Conseillers départementaux élus: Anne-Marie Bohic-Cortes et Francis Savy (PS)

### Canton de Rieux-Minervois
Canton créé
| Candidats            | Candidats                 | Partis      | Partis      | Premier tour | Premier tour | Second tour | Second tour |
| Candidats            | Candidats                 | Partis      | Partis      | Voix         | %            | Voix        | %           |
| -------------------- | ------------------------- | ----------- | ----------- | ------------ | ------------ | ----------- | ----------- |
| 1                    | Joëlle Baigneaux          |             | RPFIE       | 1 056        | 16,16        |             |             |
| 1                    | Gérard Hardy              |             | RPFIE       | 1 056        | 16,16        |             |             |
| 2                    | Alain Giniès*             |             | PS          | 2 636        | 40,33        | 3 772       | 58,46       |
| 2                    | Françoise Navarro-Estalle |             | PS          | 2 636        | 40,33        | 3 772       | 58,46       |
| 3                    | Martine Biasoli           |             | FN          | 2 132        | 32,62        | 2 680       | 41,54       |
| 3                    | Patrick Duflot            |             | FN          | 2 132        | 32,62        | 2 680       | 41,54       |
| 4                    | Josette Garrigues         |             | PCF         | 712          | 10,89        |             |             |
| 4                    | Gérard Gilardi            |             | EÉLV        | 712          | 10,89        |             |             |
|                      |                           |             |             |              |              |             |             |
| Inscrits             | Inscrits                  | Inscrits    | Inscrits    | 11 408       | 100,00       | 11 397      | 100,00      |
| Abstentions          | Abstentions               | Abstentions | Abstentions | 4 508        | 39,52        | 4 185       | 36,72       |
| Votants              | Votants                   | Votants     | Votants     | 6 900        | 60,48        | 7 212       | 63,28       |
| Blancs               | Blancs                    | Blancs      | Blancs      | 247          | 3,58         | 506         | 7,02        |
| Nuls                 | Nuls                      | Nuls        | Nuls        | 117          | 1,70         | 254         | 3,52        |
| Exprimés             | Exprimés                  | Exprimés    | Exprimés    | 6 536        | 94,72        | 6 452       | 89,46       |
| * conseiller sortant |                           |             |             |              |              |             |             |

Conseillers départementaux élus: Alain Giniès et Françoise Navarro-Estalle (PS)

### Canton de Sallèles-d'Aude
Canton créé
| Candidats            | Candidats            | Partis      | Partis      | Premier tour | Premier tour | Second tour | Second tour |
| Candidats            | Candidats            | Partis      | Partis      | Voix         | %            | Voix        | %           |
| -------------------- | -------------------- | ----------- | ----------- | ------------ | ------------ | ----------- | ----------- |
| 1                    | Dominique Godefroid  |             | PS          | 3 451        | 27,42        | 5 441       | 59,52       |
| 1                    | Christian Lapalu     |             | PS          | 3 451        | 27,42        | 5 441       | 59,52       |
| 2                    | Yves Bastié          |             | DVG         | 1 883        | 20,42        |             |             |
| 2                    | Francine Schivardi * |             | POI         | 1 883        | 20,42        |             |             |
| 3                    | Maria Barral         |             | PCF         | 888          | 9,63         |             |             |
| 3                    | William Carlesso     |             | PCF         | 888          | 9,63         |             |             |
| 4                    | Jean-Louis Authier   |             | FN          | 3 001        | 32,54        | 3 701       | 40,48       |
| 4                    | Armelle Heraud       |             | SIEL        | 3 001        | 32,54        | 3 701       | 40,48       |
|                      |                      |             |             |              |              |             |             |
| Inscrits             | Inscrits             | Inscrits    | Inscrits    | 16 292       | 100,00       | 16 190      | 100,00      |
| Abstentions          | Abstentions          | Abstentions | Abstentions | 6 465        | 39,68        | 6 116       | 37,78       |
| Votants              | Votants              | Votants     | Votants     | 9 827        | 60,32        | 10 074      | 62,22       |
| Blancs               | Blancs               | Blancs      | Blancs      | 444          | 4,52         | 651         | 6,46        |
| Nuls                 | Nuls                 | Nuls        | Nuls        | 160          | 1,63         | 281         | 2,79        |
| Exprimés             | Exprimés             | Exprimés    | Exprimés    | 9 223        | 93,85        | 9 142       | 90,75       |
| * conseiller sortant |                      |             |             |              |              |             |             |

Conseillers départementaux élus: Dominique Godefroid et Christian Lapalu (PS)

### Canton de Sigean
Conseiller sortant : Christian Théron (UMP)
| Candidats   | Candidats                   | Partis      | Partis      | Premier tour | Premier tour | Second tour | Second tour |
| Candidats   | Candidats                   | Partis      | Partis      | Voix         | %            | Voix        | %           |
| ----------- | --------------------------- | ----------- | ----------- | ------------ | ------------ | ----------- | ----------- |
| 4           | Geneviève Bastoul,          |             | PCF         | 875          | 8,40         |             |             |
| 4           | Albert Cormary,             |             | EÉLV        | 875          | 8,40         |             |             |
| 3           | Lydie Passemar              |             | PS          | 1 740        | 16,70        |             |             |
| 3           | Jean-Luc Vidal              |             | PS          | 1 740        | 16,70        |             |             |
| 1           | Henri Martin                |             | DVD         | 3 973        | 38,13        | 5 944       | 58,98       |
| 1           | Marie-Christine Théron-Chet |             | DVD         | 3 973        | 38,13        | 5 944       | 58,98       |
| 2           | Philippe Maese              |             | FN          | 3 832        | 36,78        | 4 134       | 41,02       |
| 2           | Laure-Emmanuelle Philippe   |             | FN          | 3 832        | 36,78        | 4 134       | 41,02       |
|             |                             |             |             |              |              |             |             |
| Inscrits    | Inscrits                    | Inscrits    | Inscrits    | 18 975       | 100,00       | 18 972      | 100,00      |
| Abstentions | Abstentions                 | Abstentions | Abstentions | 8 131        | 42,85        | 7 761       | 40,91       |
| Votants     | Votants                     | Votants     | Votants     | 10 844       | 57,15        | 11 211      | 59,09       |
| Blancs      | Blancs                      | Blancs      | Blancs      | 272          | 2,51         | 794         | 7,08        |
| Nuls        | Nuls                        | Nuls        | Nuls        | 152          | 1,40         | 339         | 3,02        |
| Exprimés    | Exprimés                    | Exprimés    | Exprimés    | 10 420       | 96,09        | 10 078      | 89,89       |

Conseillers départementaux élus: Henri Martin et Marie-Christine Théron-Chet (DVD)

### Canton de Trèbes
Canton créé
| Candidats            | Candidats           | Partis      | Partis      | Premier tour | Premier tour | Second tour | Second tour |
| Candidats            | Candidats           | Partis      | Partis      | Voix         | %            | Voix        | %           |
| -------------------- | ------------------- | ----------- | ----------- | ------------ | ------------ | ----------- | ----------- |
| 1                    | Marie-Claude Benson |             | EÉLV        | 815          | 12,58        |             |             |
| 1                    | Thierry Tarbouriech |             | ND          | 815          | 12,58        |             |             |
| 2                    | Lydie Aldana        |             | RPFIE       | 779          | 12,02        |             |             |
| 2                    | Laurent Mahaut      |             | RPFIE       | 779          | 12,02        |             |             |
| 3                    | Robert Alric*       |             | PS          | 2 341        | 36,13        | 3 624       | 53,12       |
| 3                    | Caroline Cathala    |             | PS          | 2 341        | 36,13        | 3 624       | 53,12       |
| 4                    | Christophe Barthès  |             | FN          | 2 545        | 39,27        | 3 198       | 46,88       |
| 4                    | Danièle Esposito    |             | FN          | 2 545        | 39,27        | 3 198       | 46,88       |
|                      |                     |             |             |              |              |             |             |
| Inscrits             | Inscrits            | Inscrits    | Inscrits    | 11 827       | 100,00       | 11 826      | 100,00      |
| Abstentions          | Abstentions         | Abstentions | Abstentions | 4 885        | 41,30        | 4 283       | 36,22       |
| Votants              | Votants             | Votants     | Votants     | 6 942        | 58,70        | 7 543       | 63,78       |
| Blancs               | Blancs              | Blancs      | Blancs      | 313          | 4,51         | 483         | 6,40        |
| Nuls                 | Nuls                | Nuls        | Nuls        | 149          | 2,15         | 238         | 3,16        |
| Exprimés             | Exprimés            | Exprimés    | Exprimés    | 6 480        | 93,34        | 6 822       | 90,44       |
| * conseiller sortant |                     |             |             |              |              |             |             |

Conseillers départementaux élus: Robert Alric et Caroline Cathala (PS)

### Canton de Villemoustaussou
Canton créé
| Candidats   | Candidats                | Partis      | Partis      | Premier tour | Premier tour | Second tour | Second tour |
| Candidats   | Candidats                | Partis      | Partis      | Voix         | %            | Voix        | %           |
| ----------- | ------------------------ | ----------- | ----------- | ------------ | ------------ | ----------- | ----------- |
| 1           | Muriel Cherrier          |             | PS          | 2 540        | 36,38        | 3 942       | 56,92       |
| 1           | Christian Raynaud        |             | PS          | 2 540        | 36,38        | 3 942       | 56,92       |
| 2           | Daniel Geri              |             | PCF         | 844          | 12,09        |             |             |
| 2           | Mylène Vesentini         |             | PCF         | 844          | 12,09        |             |             |
| 3           | Monique Boonen           |             | DVD         | 1 056        | 15,13        |             |             |
| 3           | Maximilien Guilbaud-Forn |             | DVD         | 1 056        | 15,13        |             |             |
| 4           | Frédéric Écoutin         |             | DLF         | 234          | 3,35         |             |             |
| 4           | Dolorés Ruiz             |             | DLF         | 234          | 3,35         |             |             |
| 5           | Loïc Bouzat              |             | FN          | 2 307        | 33,05        | 2 983       | 43,08       |
| 5           | Tiphaine Lautrou         |             | FN          | 2 307        | 33,05        | 2 983       | 43,08       |
|             |                          |             |             |              |              |             |             |
| Inscrits    | Inscrits                 | Inscrits    | Inscrits    | 11 968       | 100,00       | 11 968      | 100,00      |
| Abstentions | Abstentions              | Abstentions | Abstentions | 4 613        | 38,54        | 4 262       | 35,64       |
| Votants     | Votants                  | Votants     | Votants     | 7 355        | 61,46        | 7 706       | 64,36       |
| Blancs      | Blancs                   | Blancs      | Blancs      | 253          | 3,44         | 530         | 6,88        |
| Nuls        | Nuls                     | Nuls        | Nuls        | 121          | 1,65         | 251         | 3,26        |
| Exprimés    | Exprimés                 | Exprimés    | Exprimés    | 6 981        | 94,92        | 6 925       | 89,87       |

Conseillers départementaux élus: Muriel Cherrier et Christian Raynaud (PS)